# Nicola Danzetta
Nicola Danzetta (Perugia, 6 maggio 1820 – Perugia, 26 marzo 1895) è stato un patriota e politico italiano, sindaco di Perugia dal 1860 al 1861.

## Biografia
Conseguì il dottorato in giurisprudenza nell'Università di Perugia nel 1840. Nel 1841 divenne amministratore del Collegio della mercanzia e nel 1843 cassiere di un istituto di credito privato, dal quale ebbe origine la Cassa di risparmio di Perugia. 
Nel 1845 fu iniziato in Massoneria assieme a suo fratello Pompeo nella Loggia La Fermezza di Perugia, della quale faceva parte suo padre Fabio, e che dopo il 1860 si riuniva a Palazzo Danzetta, ma la lasciò alla fine dell'anno perché repubblicana e di Rito scozzese, per fondare con altri fratelli la Loggia Fede e Lavoro, filo-governativa e di Rito simbolico. Con la fusione delle due logge nel 1881, fu tra i fondatori della loggia Francesco Guardabassi. 
Liberale, prese parte ai falliti moti del 1848, e per questo venne arrestato e condannato a otto mesi di prigionia nel carcere di San Domenico, attualmente una delle più belle chiese di Perugia.
Dal 14 al 20 giugno 1859 fece parte del Governo Provvisorio di Perugia istituito dopo l'insurrezione contro lo Stato pontificio, che vide l'orrore delle cosiddette "Stragi di Perugia" da parte dei soldati pontifici.
Con il ritorno del papa fu definitivamente condannato, ma riuscì a fuggire a Firenze. Fu il primo sindaco di Perugia dopo l'arrivo dei Piemontesi nel 1860. Membro del Parlamento italiano, fu rieletto nel 1865, 1867, 1870. Fu, anche, consigliere comunale di Corciano, sua effettiva residenza.